# سيرجيو هيغويتا
سيرجيو هيغويتا (بالإسبانية: Sergio Higuita)‏ (و. 1997  م) هو راكب دراجة هوائية كولومبي، ولد في مدلين، شارك في طواف كوميونيداد مدريد 2017، وفولتا أستورياس 2017، وفولتا كولومبيا 2018.

## سباقات أو مراحل فاز بها
| التاريخ        | السباق                                    | المركز                                                                                           |
| -------------- | ----------------------------------------- | ------------------------------------------------------------------------------------------------ |
| 01 يناير 2016  | برويبا فيلافرانسا دي أورديزيا 2016        | العاشر في التصنيف العام                                                                          |
| 01 يناير 2017  | أوكولو سلوفينسكا 2017                     | السادس في تصنيف أفضل شاب، السادس في تصنيف النقاط                                                 |
| 01 مايو 2017   | فولتا أستورياس 2017                       |                                                                                                  |
| 07 مايو 2017   | طواف كوميونيداد مدريد 2017                | الرابع في تصنيف أفضل شاب، التاسع في تصنيف النقاط                                                 |
| 13 أغسطس 2017  | فولتا كولومبيا 2017                       | الثاني في تصنيف أفضل شاب                                                                         |
| 08 أبريل 2018  | كلاسيكا بريمافيرا 2018                    | التاسع في التصنيف العام                                                                          |
| 15 أبريل 2018  | 2018 Volta Internacional Cova da Beira    | العاشر في تصنيف الجبال، الخامس في تصنيف أفضل شاب                                                 |
| 22 أبريل 2018  | فولتا كاستيلا ليون 2018                   | التاسع في التصنيف العام                                                                          |
| 06 مايو 2018   | طواف كوميونيداد مدريد 2018                | الثالث في تصنيف أفضل شاب، الثامن في تصنيف الجبال                                                 |
| 17 يونيو 2018  | روتي دو سود 2018                          | السابع في تصنيف أفضل شاب                                                                         |
| 19 أغسطس 2018  | فولتا كولومبيا 2018                       | الأول في تصنيف أفضل شاب، الخامس في التصنيف العام، السابع في تصنيف النقاط، التاسع في تصنيف الجبال |
| 14 سبتمبر 2018 | طواف الصين i 2018                         | الأول في تصنيف الجبال، التاسع في التصنيف العام، التاسع في تصنيف النقاط                           |
| 10 فبراير 2019 | فولتا فالنسيا 2019                        | الأول في تصنيف أفضل شاب، المرتبة 13 في التصنيف العام                                             |
| 16 فبراير 2020 | طواف كولومبيا 2020                        | الفائز في التصنيف العام                                                                          |
| 14 مارس 2020   | باريس-نايس 2020                           | الأول في تصنيف أفضل شاب، الثالث في التصنيف العام، الثالث في تصنيف النقاط                         |
| 01 يناير 2022  | طواف أمريكا للدراجات 2022                 | الفائز في التصنيف العام                                                                          |
| 13 فبراير 2022 | سباق الطريق للرجال في بطولة كولومبيا 2022 | الفائز في التصنيف العام                                                                          |
| 27 مارس 2022   | فولتا كاتالونيا 2022                      | الفائز في التصنيف العام                                                                          |
| 19 يونيو 2022  | طواف سويسرا 2022                          | الأول في تصنيف أفضل شاب، الثاني في التصنيف العام                                                 |
| 28 يوليو 2024  | جولة ركوب الدراجات التشيكية 2024          |                                                                                                  |

## روابط خارجية
- سيرجيو هيغويتا على موقع الاتحاد الدولي للدراجات (الإنجليزية)
- سيرجيو هيغويتا على موقع أرشيف الدراجات (الإنجليزية)
- سيرجيو هيغويتا على موقع إحصائيات الدراجات الإحترافية (الإنجليزية)
- سيرجيو هيغويتا على موقع نسبة الدراجات (الإنجليزية)
- سيرجيو هيغويتا على موقع أوليمبيديا (الإنجليزية)